# 1115 Сабауда
1115 Сабауда (1115 Sabauda) — астероїд головного поясу, відкритий 13 грудня 1928 року.
Тіссеранів параметр щодо Юпітера — 3,145.
Назва походить від латинської назви савойської династії (лат. Sabauda).